# Nosy Mitsio
Nosy Mitsio (conocida alternativamente como Grande Mitsio, o Isla Mitsio) es una isla del país africano de Madagascar en el Canal de Mozambique, en aguas del Océano Índico al noreste de la también isla de Nosy Be. Posee una superficie de 29,7 km², midiendo 20 kilómetros de largo por 11 de ancho, con una altura máxima que no sobrepasa los 206 metros. Administrativamente depende de la Provincia de Antsiranana en el extremo norte de ese país, específicamente en las coordenadas geográficas 12°53′50″S 48°36′35″E / -12.89722, 48.60972.